# Jekyll + Hyde
Jekyll + Hyde là albym phòng thu thứ tư tự phát hành của nhóm nhạc Zac Brown Band. Album phát hành vào ngày 28 tháng 4 năm, 2015. Đĩa đơn mở đường cho album, "Homegrown", phát hành vào ngày 12 tháng 1 năm 2015. "Heavy Is the Head", hợp tác với Chris Cornell, được phát hành 2 tháng sau trên các đài phát thanh nhạc rock. "Loving You Easy" là đĩa đơn thứ hai từ album được gửi đến đài phát thanh nhạc đồng quê, và là đĩa đơn thứ ba trên tổng số các đĩa đơn của album.

## Quảng bá
Ban nhạc đã biểu diễn "Homegrown" và "Dress Blues" của album trong chương trình tiền giải đấu College Football Playoff National Championship 2015. Vào ngày 7 tháng 3 năm 2015, ban nhạc biểu diễn "Homegrown" và "Heavy Is the Head" trong chương trình Saturday Night Live. Ban nhạc đã có lên lịch cho chuyến lưu diễn Jekyll + Hyde Tour khởi động vào tháng 5 để quảng bá cho album.

## Diễn biến thương mại
Album ra mắt ở vị trí quán quân của bảng xếp hạng US Billboard 200 trong ấn bản ra ngày 3 tháng 5 năm 2015, bán ra 228.000 bản (214.000 bản là album truyền thống), trở thành album quán quân thứ ba của ban nhạc trên bảng xếp hạng Billboard 200. Trong tuần thứ sáu trên bảng xếp hạng, album có bước nhảy đáng chú ý từ #17 lên #9 của bảng xếp hạng với 30.000 bản bán ra (23.000 bản là album truyền thống). Tính đến tháng 6 năm 2015, album đã bán được 365.500 bản tại Hoa Kỳ.

## Đánh giá chuyên môn
| Đánh giá chuyên môn  | Đánh giá chuyên môn |
| Điểm trung bình      | Điểm trung bình     |
| Nguồn                | Đánh giá            |
| -------------------- | ------------------- |
| Metacritic           | 56/100              |
| Nguồn đánh giá       |                     |
| Nguồn                | Đánh giá            |
| AllMusic             | [ 9 ]               |
| Billboard            | [ 10 ]              |
| Entertainment Weekly | C+                  |
| The New York Times   | trái chiều          |
| Rolling Stone        | [ 13 ]              |

Carl Wilson của tạp chí Billboard đánh giá album 3,5 sao trên thang 5 sao. Đánh giá của anh cho biết "Album là một nỗ lực tích cực của ban nhạc để phù hợp, thậm chí là để vượt xa hơn với sự triết học (chủ nghĩa chiết trung) trên sân khấu. Những thay đổi trong cá tính âm nhạc đã làm dịu nhẹ đi xu hướng của nhóm. Album là một phiên bản sao lại của nhóm nhạc Brown đầy trách nhiệm trong công việc, dù họ có giọng hát hay và dễ mến." Anh cũng cho rằng ca khúc "Dress Blues" là bài hát mạnh mẽ nhất. Cũng với điểm số như trên, Thom Jurek của Allmusic thể hiện sự thích thú với sự lụa chọn đa dạng các phong cách âm nhạc nói chung, và nhấn mạnh vào các bài hát "Dress Blues", "Junkyard", "Remedy", "Loving You Easy", và "One Day" nói riêng, đồng thời cũng nhận xét thêm "Sự trải dài những phong cách trong Jekyll + Hyde đã chứng minh khả năng vô biên của Zac Brown Band, và điều này có lẽ sẽ khiến cho những người hâm mộ của nhóm chìm trong sự vui sướng, thậm chí hơn cả thế." Tuy vậy, anh cũng chỉ trích "Wildfire" và lối hát acoustic trong "Tomorrow Never Comes" là "không cần thiết" và cho rằng việc sản xuất đã "quá khôn ngoan". Đánh giá album 3 trên 5 sao, Will Hermes của tờ Rolling Stone tán dương sự phong phú của những phong cách âm nhạc trong album, nhưng cảm nhận rằng một số bài hát "có thể đoán trước một chút". Anh đánh giá ca khúc "Dress Blues", được viết và thu âm ban đầu bởi Jason Isbell, là ca khúc khỏe khoắn nhất.
Viết cho tạp chí Entertainment Weekly, Kyle Anderson đánh giá album đạt điểm "C+", đề cập rằng "Brown hiếm khi thất bại trong việc thúc đẩy ranh giới của thể loại âm nhạc. Đó là một viễn cảnh triển vọng khi sống trong thế giới thường khắt khe và coi trọng hình thức của Nashville, và điều này đã đưa ban nhạc đến nhiều thành công rực rỡ. Nhưng cả album phòng thu thứ tư này đã tiến xa hơn hàng vạn dặm khỏi những chuyến du ngoạn vốn chẳng hề được mấy ai ưa chuộng của ban nhạc, và không phải lúc nào cũng cho sự tốt hơn... Cho dù giọng ca của Brown có thể điều chỉnh cốt lõi nhiều bài hát trong Jekyll + Hyde', anh ta không thể đảm bảo rằng sẽ giữ cho album liên kết chặt chẽ và liên tục, và việc vẽ đường cho những đường biên giới ngớ ngẩn gây mất tập trung hơn là thú vị. Hiển nhiên, album đã chứng tỏ rằng khả năng của Zac Brown Band cũng có giới hạn. Nhưng đôi lúc sự thử nghiệm thất bại, và Brown sẽ không bao giờ trốn tránh giải quyết sự xung đột trong phong cách của Jekyll." Anh cho rằng "Young and Wild" và "Heavy Is the Head" là hai bài hát có âm điệu hùng mạnh hơn cả. Jon Caramanica của tờ The New York Times đưa ra một ý kiến trái chiều, nhận xét rằng album "đã mở ra một con đường hướng về phía trước. Thay vì chạy theo những nhịp điệu hip-hop đương đại, album lại pha trộn một cách mạnh mẽ các giai điệu soft rock, country-rock, hard rock, heavyish metal, big band music, bluegrass và, đương nhiên, có chạm nhẹ tới âm nhạc điện tử." Caramanica cũng phê bình cách hát của Brown, nói rằng "giọng hát nghèo nàn trí tưởng tượng của anh có thể giết chết một bài hát, như nó đã làm với 'Dress Blues,' và anh ta ít khi lượn vào những lời ca đã từng vô vị. Khi anh ấy gợi nhắc đến Kenny Rogers trong 'One Day,' nó rất hiệu quả, nhưng mang tính cứng nhắc của trách nhiệm công việc hơn." Anh cũng bình luận về sự sắp xếp âm nhạc rằng "Ngay cả khi anh Brown xử lý nó dễ dàng, tuy nhiên, ban nhạc cõ lẽ đang làm việc chăm chỉ, nhiệt tình để chứng tỏ rằng nó được cất giữ trong một chiếc hộp hết sức mỏng manh."

## Danh sách và thứ tự các bài hát
| Jekyll + Hyde -Phiên bản chuẩn | Jekyll + Hyde -Phiên bản chuẩn                                                         | Jekyll + Hyde -Phiên bản chuẩn                                                | Jekyll + Hyde -Phiên bản chuẩn            | Jekyll + Hyde -Phiên bản chuẩn |
| STT                            | Nhan đề                                                                                | Sáng tác                                                                      | Sản xuất                                  | Thời lượng                     |
| ------------------------------ | -------------------------------------------------------------------------------------- | ----------------------------------------------------------------------------- | ----------------------------------------- | ------------------------------ |
| 1.                             | "Beautiful Drug"                                                                       | Zac Brown, Niko Moon                                                          | In the Arena Productions                  | 3:11                           |
| 2.                             | "Loving You Easy"                                                                      | Brown, Moon, Al Anderson                                                      | In the Arena Productions                  | 2:35                           |
| 3.                             | "Remedy"                                                                               | Brown, Moon, Wyatt Durrette, Keb' Mo'                                         | In the Arena Productions, Darrell Scott   | 3:51                           |
| 4.                             | "Homegrown"                                                                            | Brown, Moon, Durrette                                                         | Zac Brown, Jay Joyce                      | 3:25                           |
| 5.                             | "Mango Tree" (hợp tác với Sara Bareilles)                                              | Brown, Moon, Anna Harwood                                                     | In the Arena Productions, Scott, Jim Hoke | 3:41                           |
| 6.                             | "Heavy Is the Head" (hợp tác với Chris Cornell)                                        | Brown, Moon, Durrette, John Driskell Hopkins, Jimmy De Martini, Darrell Scott | In the Arena Productions, Scott           | 3:59                           |
| 7.                             | "Bittersweet"                                                                          | Brown, Moon, Durrette                                                         | Brown, Joyce                              | 5:10                           |
| 8.                             | "Castaway"                                                                             | Brown, Moon, Durrette, Coy Bowles, Hopkins                                    | In the Arena Productions                  | 3:08                           |
| 9.                             | "Tomorrow Never Comes"                                                                 | Brown, Moon, Durrette                                                         | In the Arena Productions                  | 3:58                           |
| 10.                            | "One Day"                                                                              | Brown, Durrette, Rich Robinson, Sarah Dugas, Christian Dugas, Matt Mangano    | In the Arena Productions, CeeLo Green     | 3:49                           |
| 11.                            | "Dress Blues"                                                                          | Jason Isbell                                                                  | In the Arena Productions                  | 5:30                           |
| 12.                            | "Young and Wild"                                                                       | Brown, Moon, Durrette, Amos Lee, Bowles                                       | In the Arena Productions                  | 3:14                           |
| 13.                            | "Junkyard" (có chứa một phần của bài hát "Is There Anybody Out There?" của Pink Floyd) | Brown, Roger Waters                                                           | In the Arena Productions                  | 7:13                           |
| 14.                            | "I'll Be Your Man (Song for a Daughter)"                                               | Brown, Moon, Durrette, Bowles, Scott, Hopkins                                 | In the Arena Productions, Scott           | 5:48                           |
| 15.                            | "Wildfire"                                                                             | Brown, Eric Church, Durrette, Liz Rose, Clay Cook                             | In the Arena Productions                  | 2:46                           |
| 16.                            | "Tomorrow Never Comes" (phiên bản acoustic)                                            | Brown, Moon, Durrette                                                         | In the Arena Productions                  | 4:36                           |
| Tổng thời lượng:               | Tổng thời lượng:                                                                       | Tổng thời lượng:                                                              | Tổng thời lượng:                          | 1:06:02                        |

## Những người thực hiện
Ghi lại từ ghi chú trên album.

### Phần âm nhạc
Zac Brown Band
- Zac Brown - Hát, ghi-ta accoustic, electric guitar, banjo, lập trình
- Coy Bowles - ghi-ta điện, slide guitar, ghi-ta tạo vang, Hammond organ
- Clay Cook - hát, piano, keyboards, ghi-ta điện, Mellotron, Hammond organ, ukulele, clavinet, ghi-ta pedal steel, Fender Rhodes, piano điện Wurlitzer, glockenspiel, ghi-ta National
- Daniel de los Reyes - percussion
- Jimmy De Martini - hát, violin, fiddle, đàn dây, cello
- Chris Fryar - drums
- John Driskell Hopkins - hát, ghi-ta baritone, ghi-ta acoustic, banjo, ukulele
- Matt Mangano - bass guitar, upright bass, ghi-ta acoustic, ghi-ta điện

Hỗ trợ âm nhạc
- Vinnie Ciesleski - trumpet (bài số 5)
- Donald Dunlavey - ghi-ta điện (bài số 6)
- Béla Fleck - banjo (bài số 9, 13)
- Barry Green - trombone (bài số 5)
- Steve Herrmann - trumpet (bài số 5)
- John Hinchey - trumpet (bài số 5)
- Jim Hoke - kèn saxophone tenor (bài số 5), flute (bài số 5)
- Byron House - trống upright (bài số 16)
- Jewel - hát (bài số 11)
- Jay Joyce - giả âm thanh nhạc cụ (bài số 4), lập trình (bài số 4)
- Randy Leago - kèn saxophone baritone (bài số 5)
- Mike McGoldrick - Uileann pipes, sáo Ai-len, pennywhistle (bài số 3)
- Niko Moon - hát (bài số 1), lập trình (bài số 3, 13)
- Mickey Raphael - harmonica (bài số 16)
- Darrell Scott - ghi-ta acoustic (bài số 3, 16), ghi-ta điện (bài số 3, 6), banjolin (bài số 3), ghi-ta pedal steel (bài số 6, 16), hát (bài số 6, 14), "nhạc cụ acoustic có dây" (bài số 14), piano (bài số 16)
- Ben Simonetti - lập trình (bài số 1, 2, 3, 10, 12), trumpet (bài số 10)

Hợp xướng trong "Remedy" và "I'll Be Your Man": Darrell Scott, Maureen Murphy, Sarah Dugas, John Cowan, Odessa Settles, Rick Jones, Jason Eskridge
 

### Kĩ thuật
- Brandon Bell - kĩ sư âm thanh (bài số 3, 6, 8, 11, 13, 14, 15), phối âm thanh (bài số 11, 14, 15)
- Chris Bellman - chuyển giao âm thanh sang thiết bị lưu trữ (tất cả bài hát)
- Mario Borgatta - quản lý việc phối (bài số 13)
- Zac Brown - sản xuất (bài số 4, 7)
- Martin Cooke - kĩ sư âm thanh (bài số 13)
- Paul Cossette - kĩ sư âm thanh (bài số 7)
- Rich Costey - phối nhạc (bài số 13)
- Nicholas Fournier - kĩ sư âm thanh (bài số 13)
- CeeLo Green - sản xuất (bài số 10)
- Jason Hall - phối (bài số 4), kĩ sư âm thanh (bài số 4, 7)
- Jim Hoke - sản xuất (bài số 5)
- In the Arena Productions - sản xuất (tất cả trừ bài số 4, 7)
- Jay Joyce - sản xuất (bài số 4, 7), phối nhạc (bài số 4)
- Kyle Lehning - kĩ sư âm thanh (bài số 5)
- Sean Phelan - kĩ sư âm thanh (bài số 10)
- Anthony Ruotolo - kĩ sư âm thanh (bài số 5)
- Andrew Scheps - phối nhạc (tất cả bài hát trừ bài số 4, 9, 11, 13, 14)
- Darrell Scott - sản xuất (bài số 3, 5, 6, 14)
- Ben Simonetti - kĩ sư âm thanh (bài số 1, 2, 5, 6, 9, 10, 12, 16), phối nhạc (bài số 9)
- Kyle Stevens - kĩ sư âm thanh (bài số 6)
- Tom Syrowski - kĩ sư âm thanh (bài số 6)

## Bảng xếp hạng

### Album
Xếp hạng tuần
| Bảng xếp hạng (2015)                 | Vị trí cao nhất |
| ------------------------------------ | --------------- |
| Album Úc (ARIA)                      | 6               |
| Album Canada (Billboard)             | 1               |
| Album Thụy Sĩ (Schweizer Hitparade)  | 66              |
| Album Hoa Kỳ Billboard 200           | 1               |
| Album Hoa Kỳ Top Country (Billboard) | 1               |

### Các đĩa đơn
| Năm  | Đĩa đơn             | Vị trí cao nhất trên các bảng xếp hạng | Vị trí cao nhất trên các bảng xếp hạng | Vị trí cao nhất trên các bảng xếp hạng | Vị trí cao nhất trên các bảng xếp hạng | Vị trí cao nhất trên các bảng xếp hạng | Vị trí cao nhất trên các bảng xếp hạng | Vị trí cao nhất trên các bảng xếp hạng | Vị trí cao nhất trên các bảng xếp hạng | Vị trí cao nhất trên các bảng xếp hạng |
| Năm  | Đĩa đơn             | US Country                             | US Country Airplay                     | US Rock                                | US Rock Airplay                        | US Main. Rock                          | US                                     | CAN Country                            | CAN Rock                               | CAN                                    |
| ---- | ------------------- | -------------------------------------- | -------------------------------------- | -------------------------------------- | -------------------------------------- | -------------------------------------- | -------------------------------------- | -------------------------------------- | -------------------------------------- | -------------------------------------- |
| 2015 | "Homegrown"         | 2                                      | 1                                      | —                                      | —                                      | —                                      | 35                                     | 1                                      | —                                      | 43                                     |
| 2015 | "Heavy Is the Head" | —                                      | —                                      | 14                                     | 12                                     | 1                                      | —                                      | —                                      | 1                                      | —                                      |
| 2015 | "Loving You Easy"A  | 19                                     | 17                                     | —                                      | —                                      | —                                      | 75                                     | 19                                     | —                                      | 96                                     |

- AĐĩa đơn hiện hành.[20]